# 瑞安·耶茨
瑞安·詹姆斯·耶茨（英語：Ryan James Yates，1997年11月21日—），英格兰职业足球运动员，司职中场，现效力于英超诺丁汉森林。